# Anne-Marie Morisse
Johanne-Marie Morisse, genannt Anne-Marie Morisse (* 30. Mai 1877 in Elberfeld; † 17. Januar 1942 in Bielefeld), war eine deutsche Pädagogin und Politikerin. Sie setzte sich für Bildung und Frauenrechte ein. Ihr wurde ein FrauenOrt in Bielefeld gewidmet.

## Leben
Anne-Marie Morisse wurde am 30. Mai 1877 in Elberfeld, heute zu Wuppertal gehörend, geboren. Ihr Vater war als „Aktien-Gesellschafts-Prokurist“ tätig, ihre Mutter Auguste Johanne Suffert kümmerte sich um die Familie. Anne-Marie Morisse hatte zwei Geschwister, Milli und Rudolf. Sie wuchs in bürgerlichen Verhältnissen auf und gehörte dem evangelisch-lutherischen Glauben an. In Elberfeld-West besuchte Morisse die höhere Mädchenschule, nach einer dreijährigen anschließenden Ausbildungszeit am Lehrerinnenseminar Elberfeld legte sie 1902 die Prüfung für den Unterricht an höheren und mittleren Mädchenschulen ab. Danach war sie als Hilfslehrerin in Vollvertretung an der höheren Mädchenschule Elberfeld tätig. Durch ihre Arbeit motiviert, schrieb sie sich für ein Studium an der 1818 in Bonn gegründeten Rheinischen Friedrich-Wilhelms-Universität ein und wählte die Studienfächer Deutsche Philologie, Geschichte und Philosophische Propädeutik. Zusätzlich besuchte sie volkswirtschaftliche Vorlesungen. Privat nahm sie Unterricht und legte Ostern 1909 das Abitur am Kaiser-Wilhelm-Realgymnasium in Koblenz ab. Diese „Maturitätsprüfung“ benötigte sie, um an der Universität zu Prüfungen zugelassen zu werden. Sie meldete sich 1911 zur Staatsexamensprüfung für das Lehramt an höheren Schulen an. Ihr Thema war „Friedrich Theodor Vischers Wandlungen in der Ästhetik.“ Nach ihrer mündlichen Prüfung am 29. Juli 1911 fand sich in ihrem Prüfungszeugnis die Bewertung: „Fräulein Anne-Marie Morisse hat die Prüfung für das Lehramt an höheren Schulen bestanden, und zwar ist ihr nach dem gesamten Ergebnis der schriftlichen und mündlichen Prüfung das Zeugnis mit Auszeichnung bestanden zuerkannt worden.“ Danach promovierte Anne-Marie Morisse und verfasste ihre Dissertation über das Werk des Schriftstellers Ernst Adam von Wildenbruch (1845–1909). Wie schon ihr Staatsexamen schloss Morisse ihre Dissertation mit Auszeichnung, „Summa cum laude“, ab. Auch danach blieb Morisse zunächst an der Universität und studierte in anderen Fachgebieten, insbesondere der Psychologie. Sie belegte im Wintersemester 1911/1912 Kurse zu experimentell-psychologischen Studien am Institut von Professor Oswald Külpe.

### Erster Weltkrieg
Ihre erste Stelle nach ihrem Abschluss trat sie im April 1912 als Oberlehrerin am Bielefelder Ceciliengymnasium an. Das Ceciliengymnasium war eine private höhere Töchterschule mit protestantischer Prägung. Mit ihr zog ihre inzwischen verwitwete Mutter nach Bielefeld und sie lebten in einem gemeinsamen Haushalt. Im Dezember 1912 wurde sie dann als Nachfolgerin einer aus Krankheitsgründen ausgeschiedenen Oberlehrerin an die Kaiserin-Auguste-Viktoria-Schule berufen, dem heutigen Gymnasium am Waldhof. Die Auguste-Viktoria-Schule war ein städtisches Lyzeum mit Oberlyzeum für Mädchen und hatte durch die Errichtung einer Studienanstalt Bedarf an akademischen Lehrkräften. Die Stelle trat sie am 1. April 1913 an und sie blieb über 15 Jahre an der Schule, bis sie 1928 als Oberlehrerin nach Herford wechselte.
Bedingt durch den Ersten Weltkrieg war die Arbeit an der Auguste-Viktoria-Schule zu Beginn geprägt von dieser Ausnahmesituation. Der Schulalltag litt darunter, dass Unterricht nur provisorisch und mit der Unterstützung kurzfristig eingestellter Hilfskräfte stattfinden konnte, da zahlreiche männliche Lehrer im Kriegsdienst waren. Zudem standen neben der üblichen theoretischen Wissensvermittlung für Schülerinnen und Lehrkräfte vor allem praktische Hilfstätigkeiten für Soldaten und Verwundete auf dem Programm. So wurden den durchfahrenden Truppen Stärkungen gebracht, Verwundete mit Gaben erfreut und in den Handarbeitsstunden und daheim Strümpfe und Handschuhe gestrickt oder Geld gesammelt. Es wurden aufgrund von Lebensmittelknappheit Beeren und Früchte gesammelt und für das Vieh Laub von den Bäumen. Für ihre Schülerinnen war sie in der Zeit eine große Stütze, so beschrieb eine ehemalige Schülerin in einer Festschrift ihre persönlichen Erinnerungen an die Zeit zwischen 1914 und 1917 und Morisse als ihre „verehrte Klassenlehrerin“, die es verstand, die aktuellen Entwicklungen in Gesprächen für die Schüler einzuordnen und dadurch „zum Verständnis der Zusammenhänge“ beigetragen habe. Die Zeit war nicht nur beruflich herausfordernd, so starb im März 1918 ihre Mutter, die auf dem Sennefriedhof bestattet wurde.

### Volks- und Frauenbildung
Auch außerhalb ihrer schulischen Tätigkeit war es Morisse wichtig, ihr Wissen zu literaturwissenschaftlichen, gesellschaftspolitischen und sozialen Themen zu vermitteln. So hielt sie wissenschaftliche Vorträge in Bielefeld und dem Umland. Volksbildung und die niedrigschwellige Weitergabe von Wissen unabhängig von Standeszugehörigkeiten waren ihr ein besonderes Anliegen. Für den „Verein für Frauenbildung-Fernstudium“ hielt sie im Februar 1916 anlässlich des sich jährenden Todestages von Ernst von Wildenbruch einen Vortrag zu der Persönlichkeit ihres Dissertationsthemas. Im Bielefelder Generalanzeiger wurde ihr Vortrag in einem Artikel vom 5. Februar 1916 aufgrund seiner inhaltlichen Dichte und der präzisen Darstellungen gelobt.
Sie veröffentlichte zudem Texte in dem vom Stadttheater herausgegebenen Heft „Bielefelder Blätter für Theater und Kunst“. Im der Ausgabe vom November 1919 erschien eine Analyse von ihr über das Stück „Wölfe“ des französischen Literaturnobelpreisträgers Romain Rolland (1866–1944). In ihrem Text bespricht Morisse die Handlung und Hauptmotive des Stücks, darunter die Staatsidee und die „Idee der Allgemeinheit“.
Dem Städtischen Ausschuss für Volksbildung gehörte Morisse ab 1917 an. Beim Magistrat hatte eine überparteiliche Gruppe im August 1917 die Bildung einer „Städtischen Lehrstelle für Rechts- und Staatsbürgerliche Bildung“ angeregt. In dem Gremium war sie die einzige Frau und sogenannte Aufklärungsvorträge sollten dazu beitragen, dass sich die Bevölkerung zu gesellschaftlichen und politischen Themen ein eigenes Urteil bilden könne. Dabei unterstützte Morisse die Arbeit des Ausschusses nicht nur konzeptionell, sondern bot auch zahlreiche Bildungsveranstaltungen an. Vorträge insbesondere zu „ihrem Thema“, der Stellung der Frau in der Gesellschaft hielt sie im Rahmen ihrer Ausschusstätigkeit. Ihre Ausführungen unter dem Titel „Die Frau im öffentlichen Leben“ sorgten für stets gefüllte Reihen im Stadttheater, wobei sich besonders jüngere Frauen für das Thema interessierten. Sie sprach in ihren Analysen von der Doppelbelastung von Frauen Beruf und Mutterschaft zu vereinen und wies auf die besondere Verantwortung von Frauen bei der „Jugendfürsorge“ hin. Sie erstellte am Ende ihrer Ausführungen einen Ausblick auf einen neuen Frauentyp mit politischen Ambitionen: „So wird ein neuer Frauentyp entstehen, bei dem vielleicht am wenigsten gern der staatsbürgerliche und politische Zug gesehen wird. In einem Staate aber, wo die letzten Entscheidungen im Spiel der Kräfte auf politischem Gebiet erfolgen, muß die Frau Einfluß auf ihre Angelegenheiten erlangen und das kann sie nur, wenn sie politische Rechte erhält.“
Damit sprach sich Morisse noch vor der Einführung des Frauenwahlrechts für Chancengleichheit und politische Teilhabe von Frauen aus. Ihrer Meinung nach sollten Frauen nicht von einer männlich dominierten Politik fremdbestimmt sein, sondern ihre Dinge selbst in die Hand nehmen können. So engagierte sie sich auch selbst politisch.

### Politisches Engagement

Wahlaufruf der DDP an „Wähler! Wählerinnen! Soldaten!“ in der Westfälischen Zeitung vom 11. Januar 1919. Unten rechts: „Frl. Dr. Morisse“

Nachdem am 30. November 1918 das Reichswahlgesetz in Kraft getreten war, mit dem Frauen das aktive und passive Wahlrecht in Deutschland erhielten, warben nun die politischen Parteien auch um die Stimmen der Frauen. Es wurde nun von den Lehrerinnen und Lehrern an den Schulen erwartet, aufgrund des geänderten Wahlrechts die wahlberechtigten Frauen über ihr neues Recht zu informieren. Diesem Auftrag kam Anne-Marie Morisse besonders engagiert nach. Ihr war es wichtig, ihre Ideen politisch einzubringen und andere Frauen zu ermuntern, sich für ihre Belange einzusetzen. So unterstützte sie die Arbeit des Bielefelder „Vereins für Frauenstimmrecht“, der Räumlichkeiten angemietet hatte, um Frauen eine Anlaufstelle bieten zu können. Täglich ab sechs Uhr abends war eine „ständige Auskunftsstelle“ geöffnet, die Fragen zum Wahlrecht parteipolitisch neutral beantwortete. Anne-Marie Morisse hielt hier Vorträge und informierte wahlberechtigte Bürgerinnen über ihre neuen Rechte.
Durch ihr politisches Engagement wurde sie 1919 als Kandidatin bei der Wahl zur Bielefelder Stadtverordnetenversammlung aufgestellt. Zuvor war sie der 1918 gegründeten linksliberalen Deutschen Demokratischen Partei (DDP) beigetreten. Sie hielt für die Partei ab Dezember 1918 eine Vortragsreihe „zur allgemeinen politischen Aufklärung der Frau“, um möglichst viele Frauen politisch zu aktivieren. Der DDP gehörte zahlreiche Lehrkräfte, jüdische Bürgerinnen und Bürger, ebenso wie der Bielefelder Amts- und Landgerichtsrat Carl Jockusch (1875–1950) an. Auf der Kandidatenliste der DDP für den Wahlbezirk 17 wurde Morisse auf Platz 3 von insgesamt 13 Kandidaten genannt. Die Partei errang in der Wahl 8 Prozent der Stimmen und bekam zehn Sitze im Stadtparlament. So zog Morrisse in den Rat ein.
Ihr Engagement stieß vermutlich in den Kreisen ihres Kollegiums nicht nur auf Zustimmung. Der langjährige Lehrer der Auguste-Viktoria-Schule, Bernhard Bavink, dessen Namen die Schule von 1946 bis 1996 trug, schrieb einen offenen Brief, der am 18. Dezember 1918 in der Westfälischen Zeitung erschien, und in dem er sich in deutlichen Worten gegen die DDP wandte. Gleichwohl geht aus der Personalakte von Morisse hervor, dass Teile des Kollegiums sie in ihrer politischen Arbeit auch unterstützten. So konnte Morisse einen mehrwöchigen Urlaub im Zuge ihrer Kandidatur für die preußischen Landtagswahlen am 21. Februar 1921 nur wahrnehmen, weil Teile des Kollegiums die Vertretung auf freiwilliger Basis sicherstellten. Inhaltlich stand Anne-Marie Morisse für Themen, die bis heute aktuell sind, wie die Vereinbarkeit von Beruf und Familie, Herausforderungen bei der Pflege von Familienangehörigen und die Einseitigkeit von Entscheidungen in Bereichen, die vor allem von Männern dominiert sind.

### Wechsel nach Herford
Als Leiterin des Staatlichen Oberlyzeums in Herford, dem heutigen Königin-Mathilde-Gymnasium, wurde Anne-Marie Morisse im September 1928 berufen. Die Westfälische Zeitung berichtete am 5. September 1928, dass „Fräulein Dr. Morisse“ vom Minister für Wissenschaft, Kunst und Volksbildung zur Studiendirektorin an das Staatliche Oberlyzeum nach Herford abgeordnet wurde. Ihre großen Verdienste um die Volksbildung fand dabei lobende Erwähnung, zudem wurde ihr politischer Einsatz für kulturelle und soziale Themen betont. Der Artikel endete mit dem Hinweis „Mit Bedauern sieht man Fräulein Dr. Morisse, die ihren Lehrberuf mit idealer Hingabe erfüllte, aus ihrem Bielefelder Wirkungskreise scheiden.“
Sie war in Herford die erste weibliche Schulleiterin am Oberlyzeum und musste die Oberstufe der Schule, die erst kurz zuvor eingerichtet worden war, konzeptionell und pädagogisch entwickeln. Zudem zog die Schule 1929 in ein neues Schulgebäude um, welches noch heute genutzt wird und in dem sich auch ihre Dienstwohnung befand. Sie konnte die Schule als anerkanntes Vollgymnasium für Mädchen etablieren und führte zahlreiche junge Frauen zum Abitur. Dabei erinnerten sich rückblickend ehemalige Schülerinnen positiv an Morisse und beschreiben sie als prägende Persönlichkeit.

### Zeit des Nationalsozialismus und Tod
Nachdem Adolf Hitler am 19. Januar 1933 zum Reichskanzler ernannt worden war, veränderten sich die politischen und gesellschaftlichen Verhältnisse. Mit dem Gesetz zur Wiederherstellung des Berufsbeamtentums, das am 7. April 1933 in Kraft trat, war es den nationalsozialistischen Machthabern möglich, unliebsame Beamte aus ihren Positionen zu entfernen. Auch Anne-Marie Morisse geriet als politisch engagierte Frau mit einem demokratischen Grundverständnis in den Blick der Nationalsozialisten. Sie wurde bereits am 18. August 1933 zu ihrer staatsbürgerlichen Einstellung befragt. Seitens des beim Oberpräsidenten der Provinz Westfalen diesbezüglich anberaumten Untersuchungsausschusses wurden ihr die Parteimitgliedschaft bei der DDP sowie lobende Worte für den sozialdemokratischen Politiker Carl Severing vorgeworfen. Sie versuchte die Anschuldigungen zu entkräften und legte im Nachgang der Befragung schriftlich Beschwerde ein, da sie die Art der Befragung kränkend und beleidigend gewesen sei. Sie versuchte ihre Stellung als Schulleiterin zu halten, indem sie darauf verwies, schon seit Jahren nicht mehr politisch aktiv zu sein, dennoch konnte sie nicht überzeugen, zumal aus dem Kreis des Nationalsozialistischen Lehrerbundes vermeintlich diskreditierende Aussagen vorlagen, welche ihre Integrität in Abrede stellten. Der Untersuchungsausschuss kam zu dem Ergebnis, Anne-Marie Morisse aus ihrer leitenden Position zu entheben und zur Studienrätin herabzustufen. Zwar versuchte Morisse in den Nationalsozialistischen Lehrerbund aufgenommen zu werden, jedoch wurde ihr Antrag abgelehnt und sie konnte dieser parteipolitisch motivierten Infragestellung ihrer beruflichen Stellung nichts entgegensetzen, da auch ihre Versicherung, sie habe sich hinter den nationalsozialistischen Staat und seine pädagogischen Forderungen gestellt, kein Gehör fand. Bereits am 31. August 1933 wurde Anne-Marie Morisse beurlaubt und von ihren Amtspflichten entbunden. Sie wurde auf die Position einer Studienrätin zurückversetzt und durch den Oberpräsidenten am 22. Dezember 1933 nach Castrop-Rauxel versetzt. Diese Versetzung kam jedoch nicht zustande, da Morisse gesundheitlich schwer angeschlagen, dienstunfähig wurde. Schlaflosigkeit, Depression und Erschöpfung waren die Folge des Ringens um ihre berufliche Position. Sie ließ sich im Dezember 1933 in den Ruhestand versetzen. Ihre Herforder Dienstwohnung räumte sie im Februar 1934 und zog im März wieder zurück nach Bielefeld. Hier lebte sie gemeinsam mit ihrer zwei Jahre älteren Schwester Milly und dem langjährigen Dienstmädchen Karoline Weghorst.
Am 17. Januar 1942 verstarb Anne-Marie Morisse im Alter von 64 Jahren im Franziskus-Hospital an den Folgen eines Schlaganfalls. Ihr Grab befindet sich auf dem Bielefelder Sennefriedhof.

## Ehrungen
Der Pädagogin und Politikerin Anne-Marie Morisse wurde in Bielefeld ein FrauenOrt NRW gewidmet. Dieser wurde am 12. Juni 2024 eingeweiht.